# Várzea Alegre
Pour les articles homonymes, voir Várzea et Alegre (homonymie).
Várzea Alegre est une municipalité brésilienne de l’État du Ceará. En 2010, elle compte 40 255 habitants.

## Source
- (pt) Cet article est partiellement ou en totalité issu de l’article de Wikipédia en portugais intitulé « Várzea Alegre » (voir la liste des auteurs).